# 保加利亚独立工会联盟

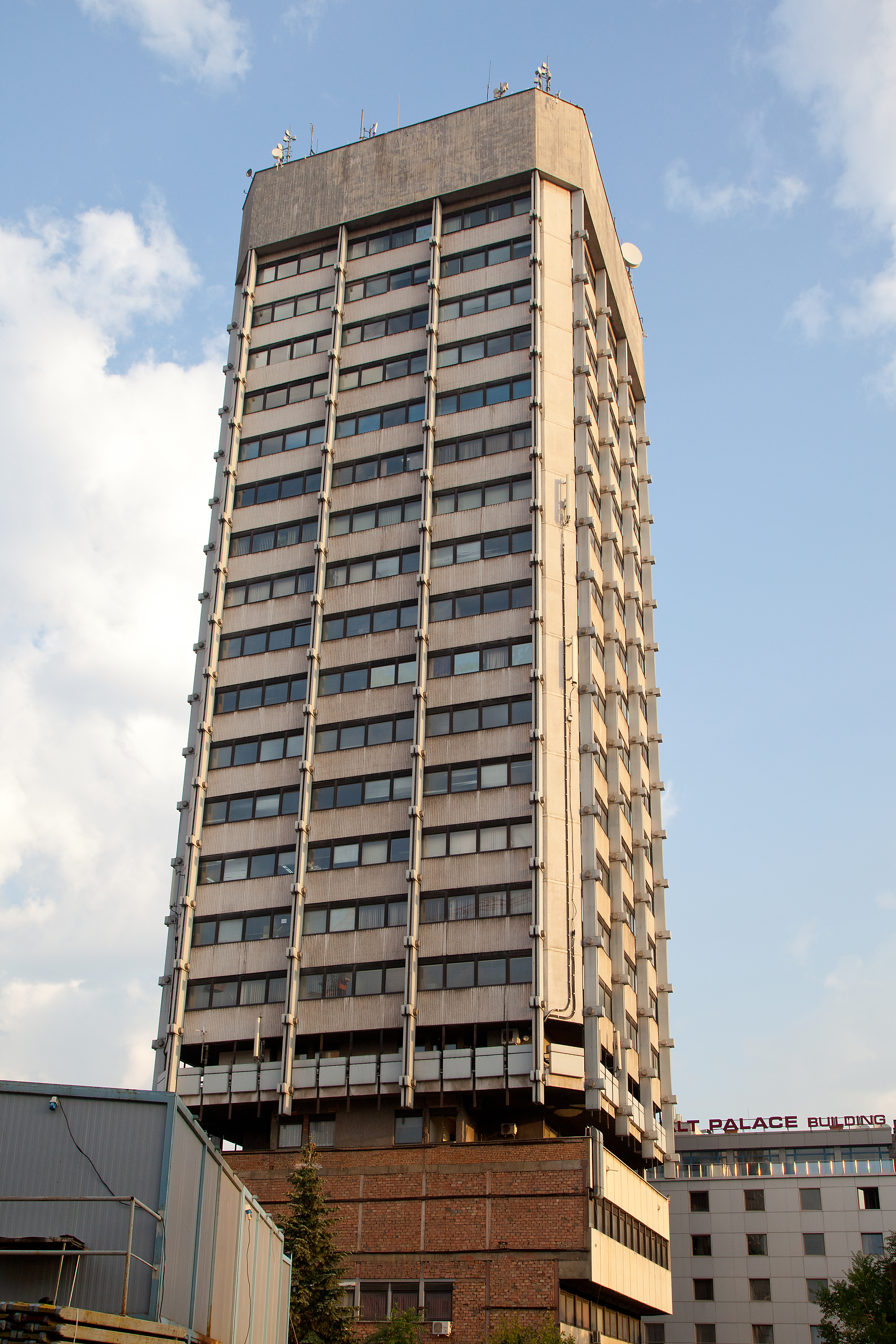
保加利亚独立工会联盟总部

保加利亚独立工会联盟（羅馬化：Konfederatsiya na nezavisimite sindikati v Balgariya，缩写为、KNSB）是保加利亚的一个工会联合会。
保加利亚最早的工会成立于1904年。但在1944年保加利亚人民共和国成立前，由于国际工人运动的分裂，保加利亚一直未能形成统一的工会组织。1945年，总工会成立。1951年，建立统一的工会领导机构——工会中央理事会。1972年，总工会改名为保加利亚工会。1986年颁布的《保加利亚人民共和国劳动法典》规定，保加利亚工会的任务是代表职工和劳动集体的利益，就劳动、社会保障和生活水平等问题在国家和社会机构及组织面前发声，维护并推动职工和劳动集体的劳动权利得到切实实现。1989年11月24日，工会宣布独立于任何政党。1990年2月，工会召开第十一次代表大会，并更名为保加利亚独立工会联盟；大会通过了新的行动纲领和章程，决定调整工会体制，废除集中领导，转变为松散的工会联盟；大会设立执行委员会作为常设机构。